# Trichosporum bakeri
Trichosporum bakeri är en tvåhjärtbladig växtart som beskrevs av Elmer Drew Merrill. Trichosporum bakeri ingår i släktet Trichosporum och familjen Gesneriaceae. Inga underarter finns listade i Catalogue of Life.